# نشوء حيوي للمتقدرة

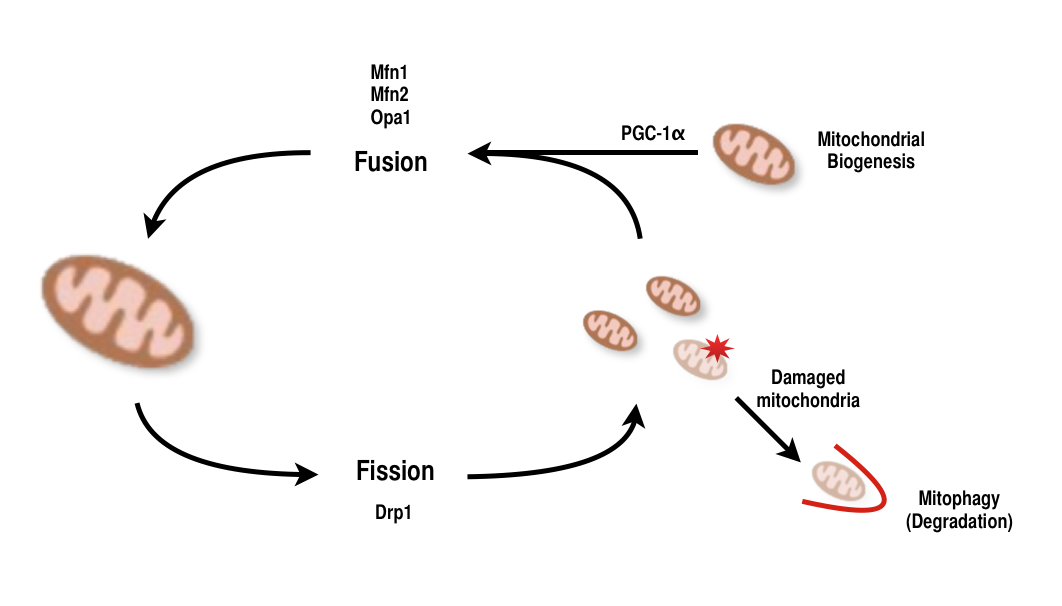
تسمح عمليتا الاندماج والإنقسام المتقدري بإعادة تنظيم وتوزيع المتقدرات.

النشوء الحيوي للمتقدرة  (بالإنجليزية: Mitochondrial biogenesis)‏ هو العملية التي تزيد بها الخلايا أعداد المتقدرات. وُصفت لأول مرة بواسطة "جون هولوسي " في عقد 1960، حين اكتُشِف أن التدريب على التحمل الجسدي (مثل الجري مثلا) أحدث مستويات أعلى من المحتوى المتقدري ؛ أي زيادة عدد المتقدرات في الخلايا، وهو الأمر الذي يؤدي إلى امتصاص أكبر للجلوكوز بواسطة العضلات. يُنشَّط النشوء الحيوي للمتقدرات بواسطة عدة إشارات مختلفة أثناء أوقات الإجهاد الخلوي أو استجابة لمنبهات محيطية مثل التمرين الهوائي (مثل جري الماراثون أو السباحة أو ركوب الدراجة مسافات طويلة) .

## الخلفية
قدرة المتقدرات على التضاعف الذاتي متجذرة في في تاريخها التطوري. يُعتقد بشكل شائع أن المتقدرات سليلة خلايا شكلت علاقات تعايش داخلي مع متقلبات ألفا، وأن لها جينومها (دنا) الخاص من أجل التضاعف. مع ذلك، تقترح أدلة حديثة أن المتقدرات ربما تكون تطورت من دون تكافل (تعايش داخلي). المتقدرة هي منظم مفتاحي لنشاط الخلية الأيضي وهي عضية مهمة كذلك في إنتاج وتفكيك الجذور الحرة. من المعروف أن الأعداد الكبيرة من المتقدرات أمر يحمي الخلية.
تنتج المتقدرات من نسخ وترجمة جينات كل من الجينوم النووي والجينوم المتقدري. مصدر معظم البروتينات المتقدرية من الجينوم النووي، مع كون الجينوم المتقدري يشفر أجزاء من بروتينات سلسلة نقل الإلكترون وبعض جزيئات الرنا الريبوسومي والرنا الرسول المتقدرية. النشوء الحيوي للمتقدرة يزيد من إنزيمات الأيض المتوفرة من أجل عمليتي: تحلل الجلوكوز والفسفرة التأكسدية وهذا يؤدي في النهاية إلى قدرة متقدرية أكبر في العمليات الأيضية. اعتمادا على طاقة الركائز المتوفرة وحالة الخزدلة الخلوية، يمكن أن تزيد الخلية أو تُنقص  أعداد وحجم المتقدرات. يختلف عدد المتقدرات وأحجامها تبعا لنوع الخلية والسياق المحدد لاحتياج الطاقة، حيث ينظِم التوازن بين الاندماج والانقسام المتقدري توزيع، شكل وحجم، ووظيفة المتقدرات (كما في الشكل أعلاه).

## الشيخوخة
تم إظهار أن قدرة النشوء الحيوي للمتقدرات تنخفض مع العمر، وهذا الانخفاض في وظيفة المتقدرات له صلة بأمراض السكري والأمراض الوعائية القلبية. يمكن للشيخوخة والأمراض إحداث تغيرات في مستويات التعبير عن البروتينات التي لها دور في آليات انقسام واندماج المتقدرات، وبذلك إنشاء متقدرات ذات اختلال وظيفي. تربط إحدى الفرضيات النتائجَ الضارة للشيخوخة بفقدان القسيمات الطرفية وهي القطع الطرفية من الصبغيات التي تحمي المعلومات الجينية من التحلل والتفكك. وفقدان القسيمات الطرفية مرتبط بانخفاض الوظيفة المتقدرية. رُبِط العوز في إنزيم الناسخ العكسي للقسيمات الطرفية (TERT) الذي يلعب دورا في الحفاظ على القسيمات الطرفية وصيانتها بالبروتين بي53 ( p53 ) المنشط، والذي يقوم بتثبيط جين PGC-1α المنظم لعملية النشوء الحيوي للمتقدرات. وعليه، تم ربط فقدان القسيمات الطرفية والإنزيم الناسخ العكسي لها الذي تسببه الشيخوخة بنشوء حيوي متقدري عليل. تم كذلك توضيح أن التعبير عن كيناز البروتين المنشط بالأدينوسين أحادي الفوسفات (AMPK) ينخفض مع التقدم في السن، وهو أمر ربما يساهم أيضا في تثبيط التخليق الحيوي للمتقدرات.